# Lúcio Valério Potito (cônsul em 393 a.C.)
Lúcio Valério Potito (em latim: Lucius Valerius Potitus) foi um político da gente Valéria nos primeiros anos da República Romana eleito cônsul por duas vezes, em 393 e 392 a.C., com Públio Cornélio Maluginense e Marco Mânlio Capitolino respectivamente. Foi também tribuno consular por cinco vezes, em 414, 406, 403, 401 e 398 a.C..
Era filho de Lúcio Valério Potito, cônsul em 449 a.C., e neto de Públio Valério Publícola, cônsul em 475 a.C. Era irmão de Caio Valério Potito Voluso, cônsul em 410 a.C., de Caio Valério Potito, tribuno consular em 370 a.C., e pai de Lúcio Valério Publícola, tribuno consular em 394 a.C., e de Públio Valério Potito Publícola, tribuno consular em 386, 384, 380, 377, 370 e 367 a.C.

## Primeiro tribunato consular (414 a.C.)
Lúcio Valério foi eleito tribuno consular em 414 a.C. com Quinto Fábio Vibulano Ambusto, Cneu Cornélio Cosso e Marco Postúmio Regilense.
Neste ano, Bolas, capturada no ano anterior pelos romanos, que discutiam criar ali uma colônia romana, foi reconquistada e refortificada pelos équos. O Senado decide então confiar a campanha aos cuidados de Marco Postúmio. Ele conduziu o exército à vitória, mas criou inimizades com seus próprios soldados ao descumprir a promessa de dividir com eles o butim da guerra. Reconvocado a Roma, durante uma inflamada discussão na assembleia com os tribunos da plebe, especialmente Marco Sêxtio, que ameaça reapresentar a proposta de divisão agrária de Bola do tribuno Lúcio Décio, que havia sido bloqueada no ano anterior, Marco Postúmio, apoiado pelos patrícios, se opõe e ameaça dizimar seu exército.
Quando a notícia chegou ao acampamento militar do que se passava em Roma, os soldados se levantaram em revolta. Marco Postúmio lidou com a situação com dureza excessiva, tanta que, quando novos tumultos irromperam por causa de sua decisão de condenar alguns soldados à morte, foi capturado juntamente com seu questor, Públio Sêxtio, e apedrejado por seus próprios soldados.
Os tribunos da plebe impediram que os tribunos consulares abrissem um inquérito sobre o ocorrido.[carece de fontes?]

## Segundo tribunato consular (406 a.C.)
Em 406 a.C., foi eleito pela segunda vez, com Públio Cornélio Rutilo Cosso, Numério Fábio Ambusto e Cneu Cornélio Cosso. O Senado finalmente decidiu declarar guerra a Veios, mas, ainda assim, não foi possível organizar um alistamento militar para formar o exército, seja pelo andamento das operações militares contra os volscos, seja pela oposição dos tribunos da plebe, que viam a campanha militar apenas como uma desculpa para os patrícios evitaram a discussão das reformas exigidas pela plebe.[carece de fontes?]
Ainda assim, a decisão foi continuar a guerra contra os volscos: enquanto Cneu Cornélio permanecia cuidando de Roma, Lúcio Valério e Públio Cornélio realizaram operações diversivas, especialmente contra Anzio (Antium) e Ecetra.[carece de fontes?]
| “ | Os três tribunos, quando ficou claro que os volscos não estavam acampados em lugar algum e não havia o risco de uma batalha, dividiram o exército em três e passaram a devastar a região. Valério foi para Anzio e Cornélio, para Ecetra. | ” |
|   | — Lívio, Ab Urbe condita IV, 4, 49. |   |

Enquanto isso, Numério Fábio levou suas forças até Anxur (moderna Terracina), que conquistou e saqueou, seu real objetivo. Foi também neste mesmo ano que o Senado declarou uma lei em favor dos soldados, que passaram a ser pagos diretamente a partir do erário público. Até então, cada soldado cuidava de suas próprias despesas.

## Terceiro tribunato consular (403 a.C.)
Três anos depois, Lúcio Valério foi novamente eleito, desta vez com Marco Quintílio Varo, Mânio Emílio Mamercino, Ápio Cláudio Crasso, Lúcio Júlio Julo e Marco Fúrio Fuso.
| “ | Depois de garantir a paz nos demais frentes, romanos e veios estavam prontos para o combate com uma fúria e um ódio recíproco tal que seria o fim para os que fossem derrotados. | ” |
|   | — Lívio, Ab Urbe condita V, 1. |   |

Enquanto os romanos cercavam Veios, construindo aterros, máquinas de cerco e pequenas fortalezas para controlar o território, os veios não conseguiram convocar as demais cidades etruscas para a guerra contra Roma. Quando chegou o inverno, os romanos tomaram a extraordinária decisão de manter o exército de prontidão no cerco para impedir que os veios destruíssem todos os progressos realizados até então por causa da retirada — até então, durante os meses de outono e inverno, as campanhas militares eram suspensas e os soldados-cidadãos voltavam para a cidade para cuidar de seus afazeres. Mas a decisão não ocorreu sem a firme oposição dos tribunos da plebe:
| “ | Estava posta à venda a liberdade da plebe: os jovens, mantidos constantemente longe da cidade e excluídos da participação na vida política, agora nem mesmo diante do inverno e da má estação, podem retornar para suas casas e propriedades. Qual acreditavam que seria a causa de um serviço militar que durava para sempre? | ” |
|   | — Lívio, Ab Urbe condita V, 2. |   |

Só a intervenção de Ápio Cláudio Crasso, que com sua celebrada oratória contrastou a polêmica dos tribunos e uma improvisada sortida dos veios, que queriam destruir as máquinas de cerco romanas, conseguiram estabelecer novamente a concórdia entre as ordens e demonstrar a necessidade de manter o exército de prontidão durante o inverno.[carece de fontes?]

## Quarto tribunato consular (401 a.C.)
Em 401 a.C., foi eleito tribuno consular pela quarta vez, desta vez com Lúcio Júlio Julo, Marco Fúrio Camilo, Mânio Emílio Mamercino, Cneu Cornélio Cosso e Cesão Fábio Ambusto.
Durante o ano, Roma foi tomada por uma grande polêmica, alimentada pelos tribunos da plebe por causa da má condução da guerra, com uma série de revezes sofridos pelos romanos no cerco a Veios, provocado principalmente por discordâncias entre dois tribunos consulares, Mânio Sérgio Fidenato e Lúcio Vergínio Tricosto Esquilino, pela decisão de manter os soldados a serviço mesmo durante inverno no cerco a Veios (quando o período normal do alistamento era a primavera e o verão) e pela necessidade de novos impostos para sustentar o esforço de guerra, especialmente depois da decisão de pagar os soldados do erário público pelo período da guerra.
| “ | ...E, como os tribunos não permitia a coleta dos impostos militares e aos comandantes não chegava dinheiro para pagar os homens, que reclamavam impacientemente por seus salários, pouco surpreende que também o acampamento fosse contagiado pelos problemas ocorridos na cidade | ” |
|   | — Lívio, Ab Urbe Condita V, 12. |   |

No final, os tribunos da plebe processaram Sérgio Fidenato e Lúcio Vergínio pela péssima condução da guerra e os dois foram condenados a pagara uma multa de 10 000 asses.
Na frente militar, Na frente militar, Fúrio Camilo assumiu o comando do exército romano e, num curto período de tempo, atacou dois aliados de Veios, os falérios e os capenatos, que resistiram dentro de suas muralhas. Os romanos reconquistaram as posições perdidas no ano anterior em Veios enquanto Valério Potito cuidava da campanha contra os volscos e cercou Anxur (Terracina), que também foi cercada.
| “ | No território dos volscos, porém, depois de haver saqueado a zona rural, os romanos tentaram tomar Anxur, que ficava numa colina. Mas quando eles perceberam a inutilidade de uma ação pela força, guiados por Valério Potito, a quem foi confiado comando da operação, iniciou-se um cerco da cidade com a construção de um fosso e de trincheiras. | ” |
|   | — Lívio, Ab Urbe Condita V, 12. |   |

Cornélio estabeleceu um terceiro estipêndio a ser pago aos cavaleiros cujo cavalo não fosse fornecido pelo Estado. Supõe-se que ele tenha promovida a candidatura de seu meio-irmão (ou primo), o plebeu Públio Licínio Calvo Esquilino, à magistratura de tribuno consular em 400 a.C.

## Quinto tribunato (398 a.C.)
Lúcio Valério foi eleito pela quinta e última vez tribuno consular em 398 a.C. com Marco Valério Latucino Máximo, Marco Fúrio Camilo, Lúcio Fúrio Medulino, Quinto Servílio Fidenato e Quinto Sulpício Camerino Cornuto.
Os romanos continuaram o cerco a Veios e, sob o comando de Valério Potito e Fúrio Camilo, foram saqueadas Falérias e Capena, cidades aliadas dos etruscos.
Durante o ano se verificou uma elevação do nível das águas do Lago Albano, perto de Alba Longa e, para interpretar o significado deste misterioso evento, emissários foram enviados para questionar o Oráculo de Delfos:
| “ | [...] um lago, nas florestas de Alba, cresceu e chegou a uma altura extraordinária sem que ninguém conseguisse explicar este maravilhoso efeito, nem pela água e nem pelo céu e nem por nenhuma outra causa. Para descobrir o que os deuses pretendiam com este milagre, emissários foram enviados para consultarem o Oráculo de Delfos. Mas outro sinal foi ouvido por acaso perto do acampamento: um velho de Veios, entre as inúmeras provocações entre romanos e os sentinelas etruscos, cantou as seguintes palavras de tom profético: "Enquanto as águas do lago Alba não tiverem desaparecido, os romanos não conquistarão Veios". | ” |
|   | — Lívio, "Ab Urbe Condita libri" V, 15. |   |

Ao retornar, em 397 a.C., os embaixadores reportaram a mesma explicação e o velho de Veios, preso, foi acusado do prodígio para apaziguar os deuses.

## Período intermediário
O colégio de tribunos eleitos para o ano de 397 a.C. teve que abdicar antes do final do ano por que a eleição foi considerada irregular. Três interrexes então conseguiram realizar novas eleição para o ano de 396 a.C., incluindo
Lúcio Valério, Quinto Servílio Fidenato e Marco Fúrio Camilo. Este novo colégio, com cinco plebeus e um patrício, também abdicou quando Marco Fúrio foi nomeado ditador para terminar o cerco de Veios e a guerra contra os etruscos e seus aliados.
Em 394 a.C., Lúcio Valério foi um dos três embaixadores patrícios (outro foi Aulo Mânlio Vulsão Capitolino) enviados a Delfos para realizar uma oferenda (uma cratera de ouro) a Apolo pela vitória sobre Veios. Os embaixadores romanos foram capturados por piratas da ilha de Lipari, mas seu líder, Timasiteu, acabou libertando-os.

## Primeiro consulado (393 a.C.)
Em 393 a.C., o consulado foi restaurado depois de quinze anos de tribunatos consulares. Foram eleitos Lúcio Valério e Públio Cornélio Malugilense, mas eles abdicaram e deixaram espaço para dois cônsules sufectos, Lúcio Lucrécio Tricipitino Flavo e Sérvio Sulpício Camerino, que se opõem às propostas dos tribunos da plebe de mudar a maior parte da população romana para Veios, recentemente conquistada.

## Segundo consulado (392 a.C.)
Em 392 a.C., novamente dois cônsules foram eleitos antes que os tribunos consulares monopolizassem o poder ininterruptamente novamente até 367 a.C. Os cônsules foram Lúcio Valério e Marco Mânlio Capitolino. Os dois derrotaram novamente os équos perto do monte Algido e, por isto, Lúcio Valério recebeu um triunfo e Marco Mânlio, uma ovação. Por conta da vitória sobre Veios, foram celebrados jogos e foi consagrado o Templo de Juno Regina, oferecido por Marco Fúrio Camilo no Aventino.
Depois, a guerra foi novamente declarada, desta vez contra os volsinos e os sapienatos, que, contudo, não pôde ser combatida por que Roma foi novamente assolada por uma epidemia, que acometeu os dois cônsules. Sem condições de governar, ambos entregaram suas funções a três interrexes, incluindo o próprio Lúcio Valério e Públio Cornélio Cipião, que conseguem garantir a eleição das eleições para 391 a.C., na qual foram eleitos seis tribunos consulares, todos patrícios.

## Anos finais
Em 390 a.C., Roma foi saqueada pelos gauleses de Breno, com exceção do Capitólio. Segundo a tradição, o Senado reconvocou Marco Fúrio Camilo do exílio e o nomeou ditador para expulsá-los. Ele escolhe Lúcio Valério como seu mestre da cavalaria (magister equitum), mas é possível que este seja Lúcio Valério Publícola, tribuno consular em 394 a.C. Camilo derrota os gauleses e recebe um triunfo.[carece de fontes?]
Lúcio aparece uma última vez na história como interrex mais uma vez em 387 a.C..[carece de fontes?]